# 왓 어 걸 원츠
《왓 어 걸 원츠》(영어: What a Girl Wants)는 미국에서 제작된 데니 고든 감독의 2003년 청춘 코미디 영화이다. 윌리엄 더글러스홈의 1955년 희극 〈The Reluctant Debutante〉에 바탕하였다. 어맨다 바인스 등이 출연하였고, 데니즈 디노비 등이 제작에 참여하였다.

## 출연진
- 어맨다 바인스
- 콜린 퍼스
- 켈리 프레스턴
- 아일린 앳킨스
- 애나 챈설러
- 조너선 프라이스
- 크리스티나 콜
- 실비아 심스
- 로저 애슈턴그리피스

## 기타 제작진
- 배역: 수잰 크롤리, 길리 풀
- 미술: 마이클 칼린
- 의상: 셰이 컨리프